# Wilhelm Mannstaedt
Wilhelm Mannstädt (també Wilhelm Mannstaedt (Bielefeld (Rin del Nord-Westfàlia), 20 de maig, 1837 - Steglitz (ara part de Berlín), 13 de setembre, 1904), va ser un director d'orquestra, actor i director alemany. Era germà del pianista i director d'orquestra Franz Mannstädt.

## Vida i obra
Wilhelm Mannstädt va començar la seva carrera professional en el comerç. Es va dedicar a les arts i va portar una vida plena d'esdeveniments com a director de petites companyies d'òpera i com a actor. El 1865 es va establir a Berlín. Va dirigir clubs i va treballar com a director de teatres més petits. Les seves ambicions artístiques també es van estendre a la poesia i la pintura.
Wilhelm Mannstädt va escriure i compondre moltes petites obres escèniques (farses, operetes). A partir de 1874, va publicar la revista "Der Kunstfreund".